# Sapugarut
Sapugarut is een bestuurslaag in het regentschap Pekalongan van de provincie Midden-Java, Indonesië. Sapugarut telt 3153 inwoners (volkstelling 2010).